# 溪墘厝 (雲林縣)
溪墘厝，是臺灣雲林縣水林鄉的一個傳統地域名稱，位於該鄉東南部。相較於今日行政區，其範圍大致包括溪墘村西北部南大半部，以及因河道變遷而改劃至嘉義縣六腳鄉的永賢村東北部邊界地帶中段、豐美村西北端、六斗村西端。

## 歷史
臺灣清治末期至日治初期，溪墘厝區為一（舊制）街庄，稱為「溪墘厝庄」，隸屬於蔦松堡。該庄北與土間厝庄為鄰，東北與扶朝家庄為鄰，東南、南及西南隔北港溪與六斗尾庄、港尾藔庄、竹仔腳庄為界，西北邊為後藔庄。
1901年（日治明治三十四年）11月，全臺廢縣廳改設二十廳，該庄隸屬於斗六廳。1903年（明治三十六年）6月，該庄編入「頂蔦松區」，隸屬於斗六廳。1909年（明治四十二年）10月，合併二十廳為十二廳，頂蔦松區改隸屬於嘉義廳。1920年（大正九年），全臺地方制度大改正，廢十二廳改設五州二廳，該庄改制為「溪墘厝」大字，隸屬於臺南州北港郡水林庄（新制街庄）。
戰後水林庄改制為水林鄉，隸屬於臺南縣，大字亦改制為村。1950年10月，雲、嘉、南分治，水林鄉改隸屬雲林縣。

## 聚落
本地區發展較早的聚落有溪墘厝、湖仔內等，在日治期初期的官方地圖上已有記載。

## 交通
鄉道雲154線是大尖山至扶朝里的道路，經過本地區北部的湖子內聚落。由該道路向西北可前往後寮地區東北部、水燦林地區南部的海埔寮聚落、後寮、尖山地區的大尖山聚落並止於鄉道雲151線轉角路口；向東北可前往扶朝家，並止於鄉道雲163線路口。
鄉道雲161線是好收至湖仔內的道路，其南側端點（終點）位於本地區北部湖子內聚落的鄉道雲154線路口。由此向北北西轉北北東可前往土間厝、樹子腳、好收並止於縣道155號路口。
鄉道雲163線是船頭埔至湖仔內的道路，其南側端點（終點）位於本地區北部湖子內聚落的鄉道雲154線路口。由此先向南轉南南西，至溪墘厝聚落轉東南繞大彎轉北北東，再繞大彎轉東北，可前往扶朝家、樹子腳地區東部，並止於鄉道雲156線路口（船頭埔聚落北郊）。

## 學校
- 水燦林國小和安分校（原和安國小）